# FA女子コミュニティ・シールド
FA女子コミュニティ・シールド（Women's FA Community Shield）は、イングランドサッカー協会（FA）が主催するサッカーのスーパーカップである。
ウィメンズ・スーパーリーグの優勝クラブとFA女子カップの優勝クラブによって、シーズン開幕一週間前の週末に行われる。同一クラブが2冠を達成した場合、そのクラブはプレミアリーグの2位クラブと対戦する。2000年に開始され2008年まで続いた後一旦廃止となり、2020年に大会が復活した。

## 歴史
当初は慈善団体であるブレイクスルー・ブレスト・キャンサーへの寄付金を集めるためにチャリティー・シールドとして開催された。コミュニティ・シールドと呼ばれるようになったのは2002年以降である。
2020年は男子のコミュニティ・シールドとダブルヘッダーで行われた。

## 歴代優勝クラブ
| 年                         | 優勝                               | スコア                             | 準優勝                             | 開催地                             |
| -------------------------- | ---------------------------------- | ---------------------------------- | ---------------------------------- | ---------------------------------- |
| 2000                       | アーセナル & チャールトン          | 1-1                                |                                    | クレイヴン・コテージ               |
| 2001                       | アーセナル                         | 5-2                                | ドンカスター・ローヴァーズ         | キングスメドウ                     |
| 2002                       | フラム                             | 2-2 (PK 5-3)                       | アーセナル                         | ブリスベン・ロード                 |
| 2003                       | フラム                             | 1-0                                | ドンカスター・ローヴァーズ         | フィールド・ミル                   |
| 2004                       | チャールトン                       | 1-0                                | アーセナル                         | ブロードホール・ウェイ             |
| 2005                       | アーセナル                         | 4-0                                | チャールトン                       | 国立ホッケースタジアム             |
| 2006                       | アーセナル                         | 3-0                                | エヴァートン                       | グレスティ・ロード                 |
| 2007                       | 女子ワールドカップと重なる為未開催 | 女子ワールドカップと重なる為未開催 | 女子ワールドカップと重なる為未開催 | 女子ワールドカップと重なる為未開催 |
| 2008                       | アーセナル                         | 1-0                                | エヴァートン                       | モス・ローズ                       |
| 2009年から2019年の間は休止 |                                    |                                    |                                    |                                    |
| 2020                       | チェルシー                         | 2-0                                | マンチェスター・シティ             | ウェンブリー・スタジアム           |
| 2021                       | 東京五輪と重なる為未開催           | 東京五輪と重なる為未開催           | 東京五輪と重なる為未開催           | 東京五輪と重なる為未開催           |
| 2022                       | 未開催                             | 未開催                             | 未開催                             | 未開催                             |

1. ↑  両チーム優勝

## 優勝回数
※優勝年の「*」は同時優勝
| クラブ       | 優勝回数 (単独 / 同時) | 年                            |
| ------------ | ---------------------- | ----------------------------- |
| アーセナル   | 5 (5/1)                | 2000*, 2001, 2005, 2006, 2008 |
| チャールトン | 2 (2/1)                | 2000*, 2004                   |
| フラム       | 2                      | 2002, 2003                    |
| チェルシー   | 1                      | 2020                          |